# Bułgarskie królowe
Królowe Bułgarii
| # | Imię                                            |  | Urodzona                     | Zmarła                 | Czas rządów | Rodzice |
| - | ----------------------------------------------- |  | ---------------------------- | ---------------------- | ----------- | --- |
| 1 | Maria Luiza Burbon-Parmeńska (Księżna Bułgarii) |  | 17 stycznia 1870 Rzym        | 31 stycznia 1899 Sofia | 1893-1899   | Robert Parmeński (1848-1907), książę Parmy i Piacenzy Maria Pia (1849-1882), c. Ferdynanda II Burbona, króla Obojga Sycylii                                    |
| 2 | Eleonora Reuss-Köstritz                         |  | 22 sierpnia 1860 Trzebiechów | 12 września 1917 Sofia | 1908-1917   | Henryka IV Reuss (1821-1894), książę Parmy i Piacenzy Luizy Karoliny Reuss (1822-1875), c. Ferdynanda II Burbona, króla Obojga Sycylii                         |
| 3 | Giovanna Sabaudzka                              |  | 13 listopada 1907 Rzym       | 26 lutego 2000 Estoril | 1918-1943   | Wiktor Emanuel III (1869-1947), król Włoch, cesarz Etiopii, król Albanii Helena Petrowić-Niegosz (1873-1952), c. Mikołaja I Petrowić-Niegosz, króla Czarnogóry |